# エリック・カルメン (1975年のアルバム)
| 専門評論家によるレビュー | 専門評論家によるレビュー |
| レビュー・スコア         | レビュー・スコア         |
| 出典                     | 評価                     |
| ------------------------ | ------------------------ |
| Allmusic                 | [ 1 ]                    |

『サンライズ』（Eric Carmen）は、アメリカのロック・ミュージシャン、シンガーソングライターであるエリック・カルメンのデビュー・アルバム。

## 概要
このアルバムは、1970年代初頭に数曲のトップ40ヒットを発表したパワー・ポップ・グループ、ラズベリーズを脱退したカルメンが、最初に発表したソロ作品である。
1975年にBillboard 200で最高21位を記録し、1976年にBillboard Hot 100で2位となったシングル「オール・バイ・マイセルフ」も生み出している。この曲は、キャッシュ・ボックスやレコード・ワールドのチャートでは1位となった。アルバムからは他にも「恋にノータッチ」（11位）と「サンライズ」（34位）がリリースされており、共に1976年にトップ40入りしたヒットとなった。
バリー・マン、シンシア・ワイル、ジェリー・リーバーとマイク・ストーラーによって書かれたドリフターズの曲「オン・ブロードウェイ」を除いて、エリック・カルメンが全曲を作曲している。また、1977年にショーン・キャシディが歌って3位のヒットとなる「すてきなロックン・ロール」のカルメンによるオリジナルも収録されている。
彼は自身の名を冠したアルバムを2枚リリースしており、もう一方は1984年に発表されている。

## 収録曲
セルゲイ・ラフマニノフの「交響曲第2番」のメロディーを一部借用した「恋にノータッチ」や、同じくラフマニノフの「ピアノ協奏曲第2番」を使った「オール・バイ・マイセルフ」、そしてドリフターズのカバーである「オン・ブロードウェイ」を除いてエリック・カルメンが全曲作詞・作曲を行っている。
1. サンライズ - "Sunrise" (5:21)
2. すてきなロックン・ロール - "That's Rock and Roll" (3:10)
3. 恋にノータッチ - "Never Gonna Fall in Love Again" (3:45)
4. オール・バイ・マイセルフ - "All by Myself" (7:13)
5. 悲しきラスト・ナイト - "Last Night" (2:57)
6. 愛しのマイ・ガール - "My Girl" (3:02)
7. 野望 - "Great Expectations" (3:03)
8. エヴリシング - "Everything" (2:01)
9. ノー・ハード・フィーリング - "No Hard Feelings" (5:40)
10. オン・ブロードウェイ - "On Broadway" (3:26)

## シングル
| 年   | タイトル                 | 全米 ビルボード | 全米 キャッシュ・ボックス | 全米 レコード・ワールド | 全米 AC | カナダ | カナダ AC | 全英 |
| ---- | ------------------------ | --------------- | ------------------------- | ----------------------- | ------- | ------ | --------- | ---- |
| 1975 | オール・バイ・マイセルフ | 2               | 1                         | 1                       | 6       | 3      | 1         | 12   |
| 1976 | 恋にノータッチ           | 11              | 9                         | 9                       | 1       | 1      | 1         | --   |
| 1976 | サンライズ               | 34              | 38                        | 28                      | 33      | 36     | 29        | --   |

※各チャートの数字は最高位。AC＝アダルト・コンテンポラリー

### 年間チャート
| アメリカ (1976年)        | 順位 |
| ------------------------ | ---- |
| オール・バイ・マイセルフ | 40   |
| 恋にノータッチ           | 107  |
| サンライズ               | 146  |

| カナダ (1976年)          | 順位 |
| ------------------------ | ---- |
| オール・バイ・マイセルフ | 48   |
| 恋にノータッチ           | 26   |
| サンライズ               | --   |